# معبد النار وقلعة كهنة
معبد النار وقلعة کهنة (بالفارسية: آتشکده قلعه کهنه) هو معبد نار وقلعة تاريخي يعود إلى عصر الساسانيين، ويقع في مقاطعة كاشان.